# Очі змії
Очі змії (англ. Snake Eyes) — трилер 1998 року режисера Брайана Де Пальми.

## Сюжет
Під час боксерського матчу в Атлантик-Сіті снайперським пострілом був убитий міністр оборони. Мимовільними свідком злочину стаює азартний гравець і корумпований поліцейський Рік Санторо. Він починає власне розслідування.

## У ролях
| Актор                | Роль                |
| -------------------- | ------------------- |
| Ніколас Кейдж        | Рік Санторо         |
| Гері Сініз           | командер Кевін Данн |
| Джон Герд            | Гілберт Пауелл      |
| Карла Гуджино        | Джулія Костелло     |
| Стен Шоу             | Лінкольн Тайлер     |
| Кевін Данн           | Лу Логан            |
| Майкл Рісполі        | Джиммі Джордж       |
| Джоел Фабіані        | Чарльз Кіркланд     |
| Луїс Гузман          | Сайрус              |
| Девід Ентоні Гіггінс | Нед Кемпбелл        |
| Майк Старр           | Волт МакГен         |
| Тамара Тюні          | Антея               |
| Чіп Цин              | Міккі Альтер        |
| Мішель Бейссі        | дівчина 2           |
| Пол Джозеф Бернардо  | охоронець казино 1  |
| Джернард Буркс       | охоронець Тайлера   |
| Марк Камачо          | Сі Джей             |

## Цікаві факти
- У кінцівці фільму планувалося зробити масштабну сцену затоплення казино, але її вирізали під час пост-продакшена. Тим не менш, у фінальній версії залишилися деякі відсилання до неіснуючої сцени: герой Кейджа говорить в кінцівці, що «ледь не потонув», сцену з гігантською хвилею і машиною швидкої допомоги залишили на екрані.
- Вік, який називають головні герої фільму Джулія Кастелло (Карла Гуджино) і Рік Санторо (Ніколаса Кейдж) — 26 і 35 років, відповідає реальному віку акторів на момент зйомок фільму.
- На головну роль спочатку був затверджений Вілл Сміт, але він не дійшов згоди зі студією з приводу гонорару.
- П'яниця під час боксу кричить «Зараз буде боляче». Ця ж фраза звучить в іншому фільмі Брайана де Пальми «Шлях Карліто» (1993).
- «Очі змії» — термін з гри в кості. Означає дві одиниці.
- У фільмі «Залишаючи Лас-Вегас» герой Ніколаса Кейджа замовляє в казино комбінацію кісток «Очі змії».
- Під час фінальних титрів будівельники встановлюють бетонну колону. В останньому кадрі один з робітників прибирає руку з колони і можна побачити перстень, який був на рудій дівчині.
- Гері Сініза у фільмі звуть Кевін Данн, а у актора, який зіграв роль телеведучого Лу Логана у цьому ж фільмі, справжнє ім'я — Кевін Данн.

## Саундтрек
| Список треків | Список треків                        | Список треків |
| #             | Назва                                | Тривалість    |
| ------------- | ------------------------------------ | ------------- |
| 1.            | «Snake Eyes»                         | 2:51          |
| 2.            | «Assassination»                      | 2:47          |
| 3.            | «The Hunt»                           | 6:09          |
| 4.            | «Julia's Story #1»                   | 1:23          |
| 5.            | «Tyler and Serena»                   | 4:37          |
| 6.            | «Kevin Cleans Up»                    | 2:13          |
| 7.            | «You Know Him»                       | 2:19          |
| 8.            | «Blood on the Medals»                | 2:02          |
| 9.            | «Crawling to Julia»                  | 3:24          |
| 10.           | «The Storm»                          | 4:30          |
| 11.           | «Snake Eyes (Long Version)»          | 7:39          |
| 12.           | «Sin City - Meredith Brooks»         | 4:16          |
| 13.           | «The Freaky Things - LaKiesha Berri» | 3:35          |
| 47:44         |                                      |               |